# Spagna nella prima guerra mondiale

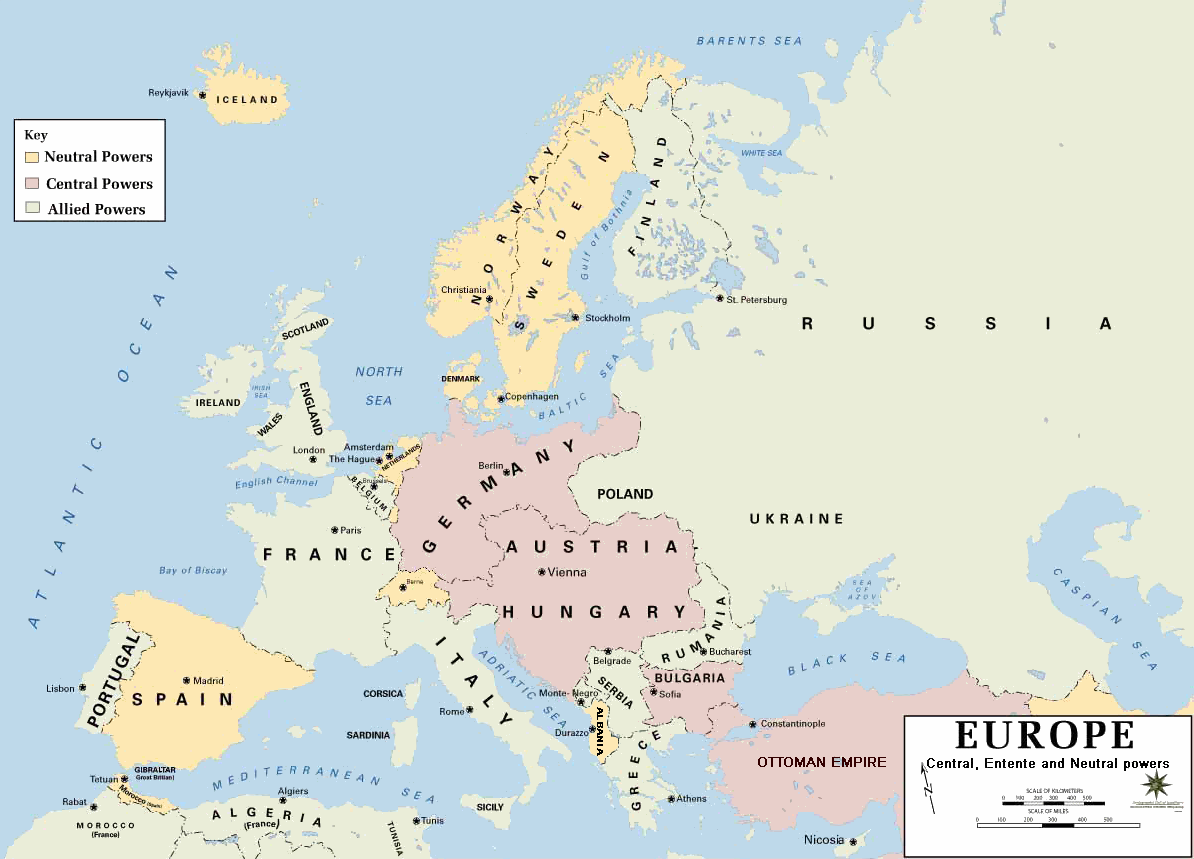
Come si può osservare in questa mappa, la Spagna era lontana dai principali campi di battaglia, situati alla frontiera franco-tedesca, nell'Italia settentrionale, Russia e nell'Impero ottomano

La Spagna nella prima guerra mondiale rimase neutrale durante tutto il conflitto, ma questo comportò per il paese importanti conseguenze economiche, sociali e politiche, a tal punto che l'inizio della crisi del sistema della Restaurazione si situa solitamente negli anni della guerra e che nel 1923 si cercò di risolvere con un colpo di Stato che portò all'instaurazione della dittatura di Primo de Rivera.
La Spagna fu considerata "uno dei più importanti paesi neutrali in Europa entro il 1915". La nazione iberica aveva goduto della neutralità durante le difficoltà politiche dell'Europa prebellica e dopo il conflitto continuò con questa politica fino all'inizio della guerra civile spagnola nel 1936. Sebbene non ci fosse un coinvolgimento militare diretto negli avvenimenti, le forze tedesche furono internate nella Guinea spagnola alla fine del 1915.
(Giornale El Liberal di Siviglia, 27 novembre 1916.)

## Contesto storico

Sistema delle alleanze in Europa prima della prima guerra mondiale:
Triplice intesa
Triplice alleanza
Paesi neutrali.

Quando il 28 luglio 1914 iniziò il conflitto europeo la Spagna era un paese economicamente arretrato, con solo i Paesi Baschi e la Catalogna con un'industria rilevante. Era un paese che dopo la guerra ispano-americana (chiamata in Spagna "disastro del 98") e il successivo trattato con la Germania del 1899 aveva perso tutti i territori d'oltremare in America, Asia e Oceania ed era moralmente distrutto, con il sistema dei governi del "turno" messo in discussione, con un esercito ormai antiquato, con quasi nessuna marina militare, e con il problema del Marocco che portò a crisi e scioperi come la Settimana Tragica nel 1909.
Inoltre la Spagna non apparteneva né alla Entente cordiale né alla Triplice alleanza. Nel 1906 dopo la Conferenza di Algeciras, al paese fu assegnato un territorio nel nord del Marocco, che divenne fonte di continui problemi militari e che dopo l'inizio dell'occupazione spagnola nel 1909, non fu possibile pacificare se non dopo quindici anni.
Il Marocco e la spartizione dell'Africa furono teatro di due gravi crisi politiche e militari tra le principali potenze (Regno Unito, Germania e Francia principalmente), che arrivarono a un passo dallo scatenare la prima guerra mondiale con qualche anno di anticipo: la prima crisi marocchina avvenne nel 1904 e fu risolta con la Conferenza di Algeciras del 1906 mentre la seconda crisi nel 1911, risolta dopo un accordo franco-tedesco nello stesso anno.
Nel 1912 dopo l'assegnazione del protettorato spagnolo del Marocco, l'esercito iniziò a occupare il territorio e fu coinvolto nella guerra del Rif, che non si sarebbe conclusa fino al 1927 con la totale pacificazione dell'area.

## Neutralità spagnola
Il 7 agosto 1914 la Gaceta de Madrid pubblicò un decreto reale con il quale il governo del conservatore Eduardo Dato Iradier dichiarava il "dovere di ordinare la più rigorosa neutralità ai sudditi spagnoli in conformità con le leggi in vigore e i principi del diritto pubblico internazionale".
| Spettro politico                                  |
| ------------------------------------------------- |
| Liberalismo progressista Liberalismo conservatore |

| Inizio presidenza | Fine presidenza | Presidente               | Presidente | Partito                      | Avvenimenti |  |
| ----------------- | --------------- | ------------------------ | ---------- | ---------------------------- | --- |  |
| 27 ottobre 1913   | 9 dicembre 1915 | Eduardo Dato Iradier     |            | Partito Liberal-Conservatore | Assassinio dell'arciduca Francesco Ferdinando (28 giugno 1914). Inizio della prima guerra mondiale (28 luglio 1914). La Spagna si mantiene neutrale (7 agosto 1914).            |  |
| 9 dicembre 1915   | 19 aprile 1917  | Álvaro Figueroa y Torres |            | Partito Liberale             | Affondamento del transatlantico Principe delle Asturie (5 marzo 1916). La Germania dichiara la guerra sottomarina totale (1º febbraio 1917).Rivoluzione russa (marzo del 1917). |  |
| 19 aprile 1917    | 11 giugno 1917  | Manuel García Prieto     |            | Partito Liberale Democratico | Gli Stati Uniti d'America entrano in guerra al lato degli Alleati. |  |
| 11 giugno 1917    | 3 novembre 1917 | Eduardo Dato Iradier     |            | Partito Liberal-Conservatore | Crisi sociale, politica e militare (estate). Sciopero generale (agosto). |  |
| 3 novembre 1917   | 22 marzo 1918   | Manuel García Prieto     |            | Partito Liberale Democratico | La Russia sovietica si ritira dalla guerra. |  |
| 22 marzo 1918     | 9 novembre 1918 | Antonio Maura            |            | Partito Maurista             | Grande pandemia influenzale chiamata anche "Influenza spagnola" (a partire dalla metà del 1918).                                                                                |  |
| 9 novembre 1918   | 5 dicembre 1918 | Manuel García Prieto     |            | Partito Liberale Democratico | Fine della Grande Guerra (11 novembre 1918). |  |
| 5 dicembre 1918   | 15 aprile 1919  | Álvaro Figueroa y Torres |            | Partito Liberale             | Amalio Gimeno nominato ad interim durante la sua assenza (18-24 dicembre). |  |
| 15 aprile 1919    | 20 luglio 1919  | Antonio Maura            |            | Partito Maurista             | Trattato di Versailles (28 giugno 1919). Fine ufficiale della prima guerra mondiale.                                                                                            |  |

Durante i primi tre anni del conflitto (metà 1914 - metà 1917) si susseguirono solo due governi, cosa normale considerando che nel sistema di alternanza bipartisan della Restaurazione la durata media al potere di uno di questi due partiti era compresa tra uno e tre anni. Ma a partire dal 1917, a causa della grave crisi che stava attraversando il paese, i governi che durarono a malapena per mesi finirono per precipitare a cascata a causa della grande instabilità istituzionale.

### Cause della neutralità spagnola

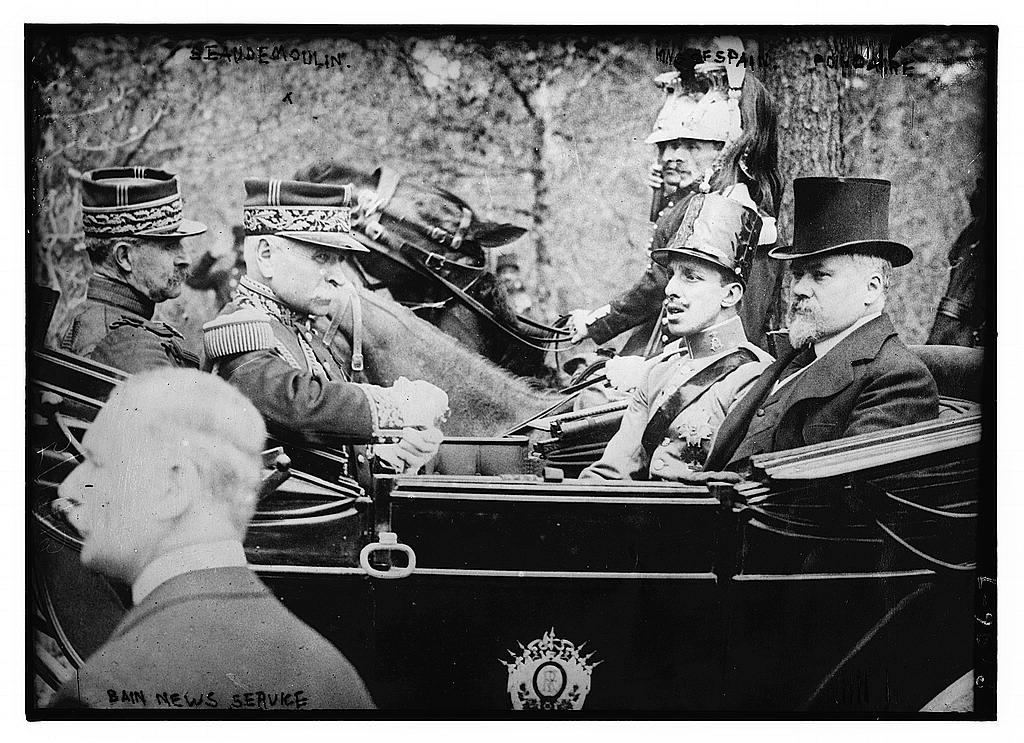
Alfonso XIII in visita a Parigi nel 1913, un anno prima dell'inizio della prima guerra mondiale. Seduto a suo lato il presidente della Terza Repubblica francese Raymond Poincaré.

Il governo conservatore di Eduardo Dato Iradier decise di mantenere la Spagna neutrale perché a suo avviso, condiviso dalla maggioranza della classe dirigente, mancavano i motivi e le risorse per entrare nel conflitto. Anche il re Alfonso XIII acconsentì, sebbene confessasse all'ambasciatore francese Léon Geoffray che avrebbe voluto che la Spagna entrasse in guerra dalla parte alleata in cambio di "una soddisfazione tangibile" (probabilmente Gibilterra, Tangeri e anche mani libere in Portogallo) ma che era circondato da "cervelli di gallina" - cioè accusò i politici di pensare da codardi - e che "era in una posizione molto difficile".
Pochissimi si opposero alla neutralità. Il caso più noto fu il Diario Universal, organo del liberale Álvaro Figueroa y Torres, Conte di Romanones, che pubblicò un articolo non firmato, sebbene tutti lo attribuissero al Conte di Romanones, nonostante egli negasse di averlo scritto, dal titolo "Neutralità che uccidono" in cui difese la partecipazione della Spagna alla guerra a fianco degli Alleati, in coerenza con la politica estera spagnola allineata con Francia e Regno Unito fin dal 1900. Nell'articolo si diceva:
Ma "la più rigorosa neutralità" prevaleva, sostenuta dal re.

Densità di popolazione in Spagna per provincia nel 1900. Si noti che era un paese a bassa densità rispetto ad altri paesi europei e che la maggior parte della popolazione era concentrata a Madrid e nelle regioni costiere.

La Spagna era uno stato di secondo rango, privo di potenza economica e militare sufficiente per presentarsi come un alleato desiderabile di una qualsiasi delle grandi potenze europee in conflitto (Germania e Austria-Ungheria, da un lato, Regno Unito, Francia e Russia, dall'altro). Per questo motivo nessuno dei paesi belligeranti protestò contro la neutralità spagnola.
(Javier Moreno Luzón)
Lo riconobbe il primo ministro Dato in una nota indirizzata al re, in cui aggiunse un'altra considerazione (le tensioni sociali che avrebbe provocato):
Lo stato precario dell'esercito fu fondamentale per decidere la neutralità. Era appena entrato nell'avventura del protettorato del nord del Marocco. Era un antiquato esercito di terra, scarsamente armato e, a causa dell'eccessivo numero di ufficiali al suo interno, gran parte del denaro destinato all'esercito veniva ridistribuito tra le buste paga degli ufficiali, rendendo così il paese incapace di attuare una corsa agli armamenti all'inizio del XX secolo, come avevano fatto molti paesi e imperi europei. D'altra parte la marina era stata considerata uno dei principali colpevoli della sconfitta del 1898 e aveva perso due intere squadre in quella guerra. Questo aspetto fu dimenticato fino al 1908, quando durante il secondo governo Maura (detto il lungo governo), la costruzione delle corazzate della Classe España e di altre navi più piccole fu approvata nel cosiddetto "Piano Ferrándiz", dal nome del Ministro della Marina José Ferrándiz y Niño.
     Intesa
     Colonia, dominio e/o territori occupati dall'Intesa
     Potenze centrali
     Territorio occupato dalle potenze centrali o loro colonie
     Neutrale

Evoluzione delle alleanze nella prima guerra mondiale (1914-1918) in tutto il pianeta:
Intesa
Colonia, dominio e/o territori occupati dall'Intesa
Potenze centrali
Territorio occupato dalle potenze centrali o loro colonie
Neutrale

Lo scoppio di conflitti sociali, dovuto alla crescente coscienza di classe dei lavoratori, e lo sviluppo e la crescita di sindacati e partiti di sinistra, in particolare repubblicani, ignari della "svolta" caratteristica di questo periodo politico nel paese, erano in aumento di importanza dovuta a episodi come la Settimana Tragica di Barcellona nel 1909 o l'assalto da parte di membri dell'esercito ai giornali catalani nel 1905. Se la Spagna fosse intervenuta nella guerra e lo sviluppo della guerra non fosse stato favorevole, avrebbe potuto verificarsi un'insurrezione come nel caso della rivoluzione russa.

### Impatto della neutralità italiana
Dopo che la prima crisi marocchina rafforzò i legami della Spagna con Regno Unito e Francia, il governo spagnolo raggiunse un accordo con quei paesi per un piano di difesa reciproca. In cambio del sostegno britannico e francese per la difesa della nazione, la flotta spagnola avrebbe sostenuto la Marina francese in caso di guerra con la Triplice alleanza contro le flotte combinate di Italia e Austria-Ungheria nel Mar Mediterraneo. Il prodotto di questa collaborazione fu la costruzione delle corazzate della Classe España.
La dichiarazione iniziale di neutralità del Regno d'Italia fu un fattore determinante per la Spagna per mantenere la sua neutralità durante la Grande Guerra. L'Italia non partecipò al fianco della Triplice alleanza perché si trattava di un'alleanza difensiva ed era stata l'Austria-Ungheria a iniziare la guerra. Per un anno negoziò con entrambe le parti per scegliere a quale partecipare, e nel maggio 1915 finì per entrare in guerra dalla parte dell'Intesa per combattere i suoi ex alleati dell'Alleanza.

### Filo-alleati e germanofili

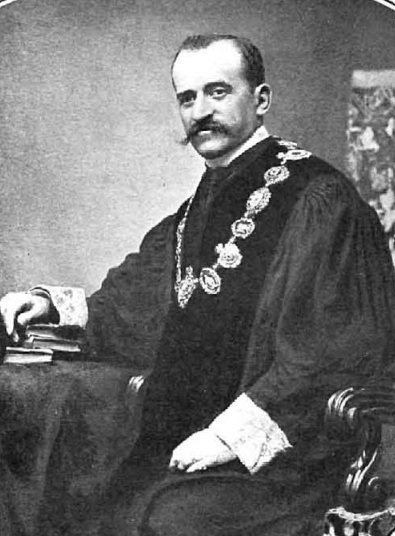
Álvaro Figueroa y Torres, Conte di Romanones, era presidente del Consiglio dei ministri. Il suo articolo "Neutralità che uccidono" pubblicato sul Diario Universal il 18 agosto 1914 segnò l'inizio del conflitto tra filo-alleati e germanofili; la polemica che ciò creò lo costrinse a ritirarsi e riposizionarsi in una posizione di neutralità "benevola" nei confronti dell'Intesa.

Dal punto di vista politico la Grande Guerra accentuò il confronto tra la destra ("germanofili", che vedevano nella Germania e nell'Austria-Ungheria i rappresentanti dell'ordine e dell'autorità) e la sinistra ("filo-alleati", che vedevano nel Regno Unito e nella Francia, "la legge, la libertà, la ragione e il processo contro la barbarie", nelle parole del repubblicano Alejandro Lerroux). Come sottolineò Manuel Suárez Cortina: 
Già nell'agosto del 1914, alcuni spagnoli si offrirono volontari per prestare servizio nell'esercito francese, arruolandosi principalmente nella Legione straniera. Nel 1915 fondarono la loro rivista, Iberia, per difendere e propagare la loro causa. Nel febbraio 1916 fu istituito a Barcellona il Comitè de Germanor (Comitato di Fratellanza), per reclutare nella Legione straniera. In totale oltre 2 000 spagnoli prestarono servizio nella Legione. Anche il re Alfonso XIII cercò di aiutare nella guerra creando l'Ufficio della Guerra Europea. D'altra parte, durante la guerra le due parti contendenti dispiegarono un'intensa campagna diplomatica e di propaganda, che includeva il finanziamento di giornali per garantire il sostegno spagnolo alla loro causa. Inoltre gli Imperi centrali inviarono agenti nel protettorato spagnolo del Marocco per incoraggiare le rivolte antifrancesi tra i Cabila e boicottare la fornitura di materie prime e manufatti agli Alleati. La neutralità fu in pericolo solo quando i sottomarini tedeschi iniziarono ad affondare le navi mercantili spagnole.
Dal lato alleato si distinsero intellettuali come Álvaro Alcalá-Galiano y Osma, Rafael Altamira y Crevea, Vicente Blasco Ibáñez, José Ortega y Gasset, Ramón Pérez de Ayala, Ramón María del Valle-Inclán, Dionisio Pérez Gutiérrez, Luis Araquistáin, Ramiro de Maeztu, Emilia Pardo Bazán, Benito Pérez Galdós, Felipe Trigo, Hermógenes Cenamor o Miguel de Unamuno. Una nuova generazione di intellettuali legati all'internazionalismo come Manuel Azaña Díaz, Corpus Barga, Salvador de Madariaga e Luis de Zulueta si dichiararono Alleati.
Pío Baroja e Jacinto Benavente, germanofili, furono notevoli eccezioni al pensiero filo-alleato predominante nella sfera intellettuale.
In campo anarchico si tendeva a mantenere la posizione ortodossa di neutralità, contrariamente a quanto si optava per Francia e Regno Unito, difese da anarchici europei come Sébastien Faure o Errico Malatesta, sebbene il conflitto di posizioni non ebbe tanto impatto come in altre aree; ci fu, tuttavia, qualche caso di pubblicità alleata come con Juan Montseny Carret (noto come "Federico Urales") o Ricardo Mella.

## La stampa spagnola

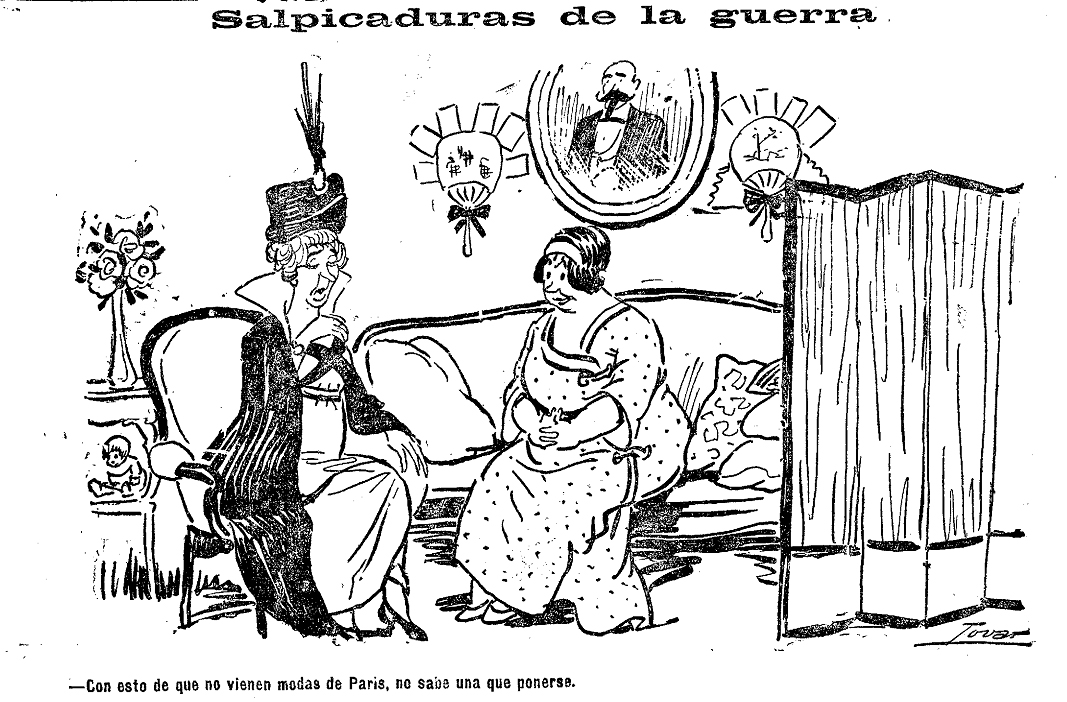
Schizzi di guerra: "Con questo che non arrivano mode da Parigi, non so cosa indossare", di Manuel Tovar Siles, in El Imparcial.

Successivamente l'interesse per la guerra diminuì, registrando un interesse maggiore esclusivamente nei grandi avvenimenti. La diminuzione dell'interesse fu dovuta anche al fatto che le persone erano già più concentrate sulla crisi sociale in atto, la quale portò a un periodo di mobilitazioni dei lavoratori noto come Triennio bolscevico.
Fino ad allora era frequente il modello ottocentesco della stampa di partito che, durante la guerra, si aggiornò al giornalismo imprenditoriale, già adottato da Stati Uniti d'America e Regno Unito. Nel giornalismo imprenditoriale il giornale è inteso come un business, dando più spazio alla pubblicità, che permetteva loro l'indipendenza dalla politica a costo di essere attrattivi per i clienti. I giornali, sostenuti dalle testate giornalistiche, aumentarono l'informazione rispetto all'opinione e migliorarono la tipografia dei titoli e aggiunsero altre fotografie, che portarono all'acquisto di nuove macchine da stampa per gli stampatori.
(El Noticiero Sevillano, 4 febbraio 1918.)

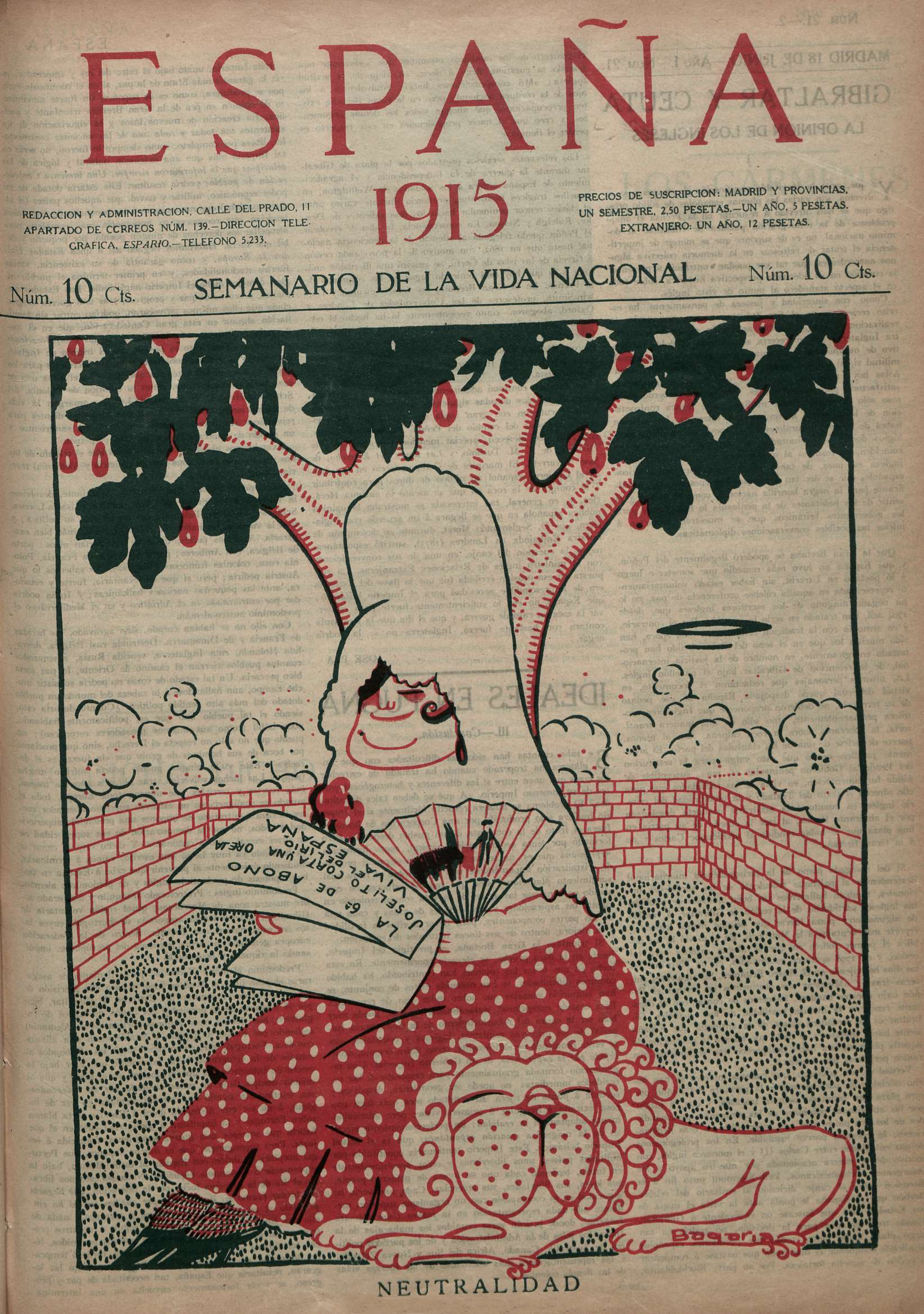
Copertina della rivista España (18 giugno 1915), con un'illustrazione di Luis Bagaría, che allude alla neutralità spagnola nel conflitto.

Furono create nuove società giornalistiche e giornali, con El Sol che spiccava a Madrid. Più importanza fu data alla figura del corrispondente. Grandi personalità giornalistiche, letterarie e politiche lavorarono come corrispondenti nella prima guerra mondiale, come Salvador de Madariaga, Ramiro de Maeztu o Julio Camba.

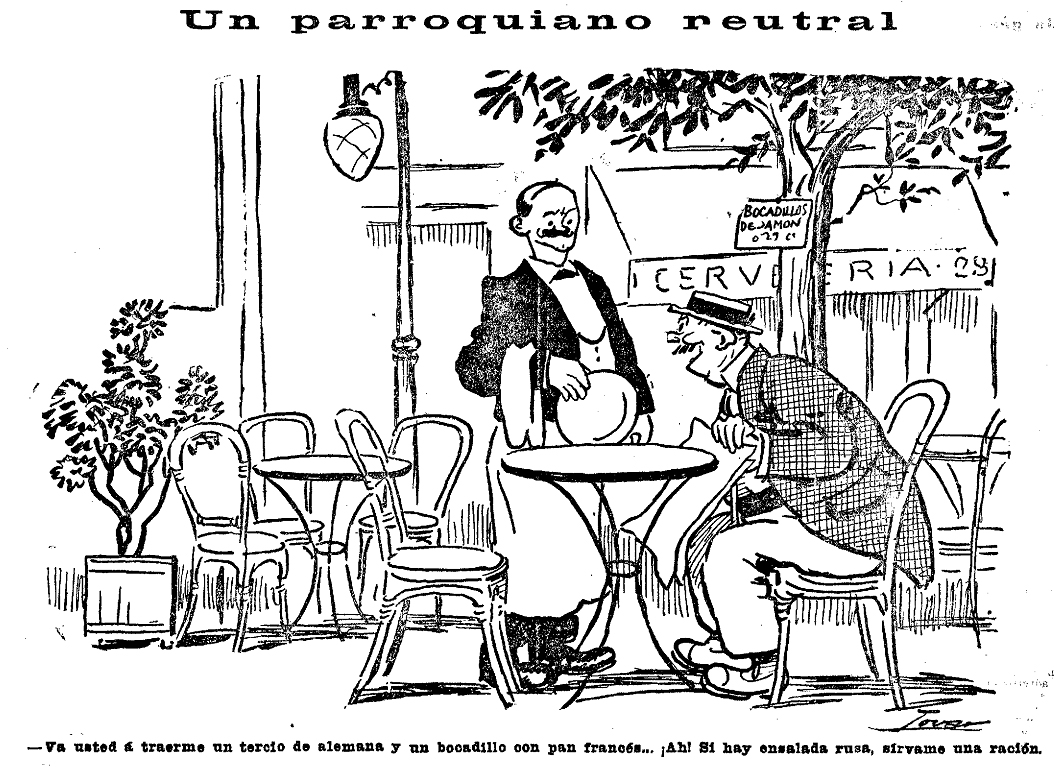
Un cliente neutrale: "Mi porti un terzo di tedesco e un panino di pane francese...Ah! "Se c'è un'insalata russa, servimene una porzione", di Manuel Tovar Siles, da El Imparcial.

Sebbene il governo promuovesse la neutralità, c'era un grande interesse nel sapere cosa stava succedendo in Europa, specialmente durante la prima guerra mondiale.
Il Governo approvò il Regio Ordine del 4 agosto 1914, che imponeva l'obbligo di non attaccare nessuno dei contendenti sulla stampa e il Regio Decreto del 29 marzo 1917, dopo la rivoluzione russa, sospese le garanzie costituzionali e censura preventiva autorizzata. Il 7 agosto 1918 fu approvata la Legge per la repressione dello spionaggio, che parlava anche di censura preventiva e che stabiliva severe sanzioni per i giornali che non la rispettavano.
Le informazioni su quanto accadeva durante la guerra, oltre ai corrispondenti, arrivavano da informazioni passate all'agenzia Fabra, che a sua volta le otteneva dall'agenzia francese Havas. Furono ottenute informazioni anche da rapporti di guerra da ambasciate, dispacci telegrafici e teleconferenze. Il grande pubblico venne a conoscenza della dura realtà della guerra stessa dal contatto con un afflusso migratorio di circa 10 000 lavoratori spagnoli che tornarono a casa da Belgio, Francia e Germania.
Per contenere il prezzo dell'aumento della carta, il 19 ottobre 1916 fu promulgato un decreto con il quale il Tesoro pubblico anticipava alla Central Papelera denaro sufficiente a coprire la differenza tra il prezzo che la carta aveva nel 1914 e il prezzo che stava aggiustando. Questo anticipo fu fissato per i giornali che avevano più di 5 anni e avevano più di 2 000 copie in stampa e fu successivamente esteso ad alcune riviste. L'anticipo fu mantenuto fino al 1921. Ci vollero molti anni per ripagare. In effetti Prensa Española (editrice di ABC) doveva ancora più di 9 milioni di pesetas nel 1975.
Nonostante la neutralità ricercata dallo Stato, i giornali stavano prendendo posizione. Ad esempio nella città di Siviglia El Correo de Andalucía era attivamente germanofilo, El Liberal era filo-alleato e El Noticiero Sevillano era neutrale.

## Stato delle forze armate all'inizio della guerra

### Marina militare

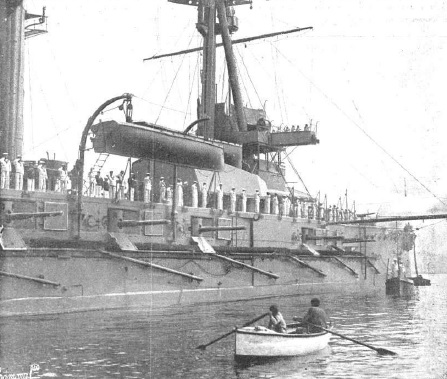
La corazzata España, Classe España, nel porto di Bilbao in occasione di una visita dei re nel 1915

L'Armada Española non era che l'ombra di ciò che era stata. Le migliori unità erano le corazzate dreadnought España, Alfonso XIII e il pre-dreadnought Pelayo e, in costruzione, Jaime I. La marina aveva anche gli incrociatori corazzati Carlos V, Princesa de Asturias, Cataluña, e gli incrociatori protetti Río de la Plata, Extremadura, Reina Regente e, in costruzione, il Victoria Eugenia, oltre a sette cacciatorpediniere: quattro della Classe Furor e tre di nuova fattura della Classe Bustamante, a cui si sono aggiunte le quattro cannoniere Recalde e la Classe Álvaro de Bazán, oltre a quelle più vecchie come il Mac-Mahón, l'Infanta Isabel o il Temerario.
Per ultima, iniziò la massiccia costruzione di torpediniere Classe T-1, di cui sei già arruolate, insieme alle più vecchie torpediniere Orión, Habana e Halcón, e infine il tipico conglomerato di rimorchiatori, cutter e piccole imbarcazioni cannoniere. In definitiva la marina era composta da navi che non erano state affondate a Cuba e nelle Filippine, o perché sopravvissute al combattimento navale o perché facevano parte della flotta dell'ammiraglio Manuel de la Cámara y Livermore, che alla fine non era intervenuta nel conflitto e grazie a ciò avevano impedito la loro possibile perdita. Altre navi erano di recente costruzione grazie al Piano Ferrándiz.

### Esercito

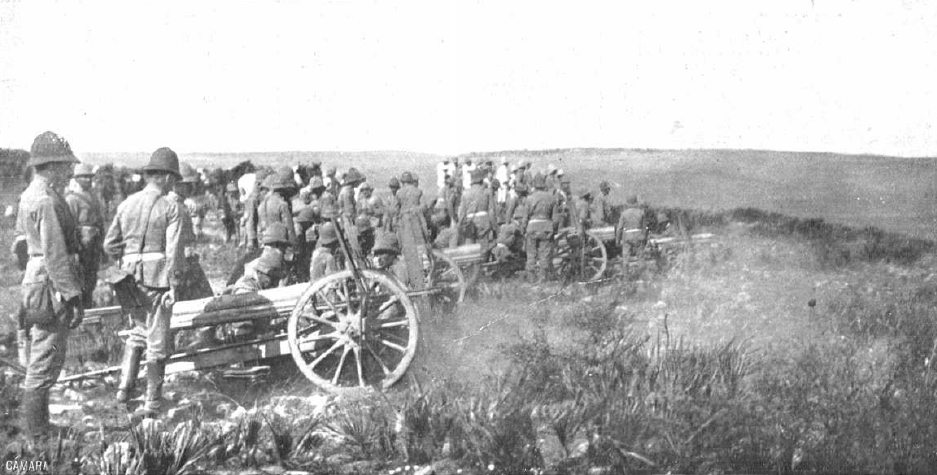
Artiglieria spagnola in azione nel settembre 1913 nella foresta di Gaba durante la guerra del Rif

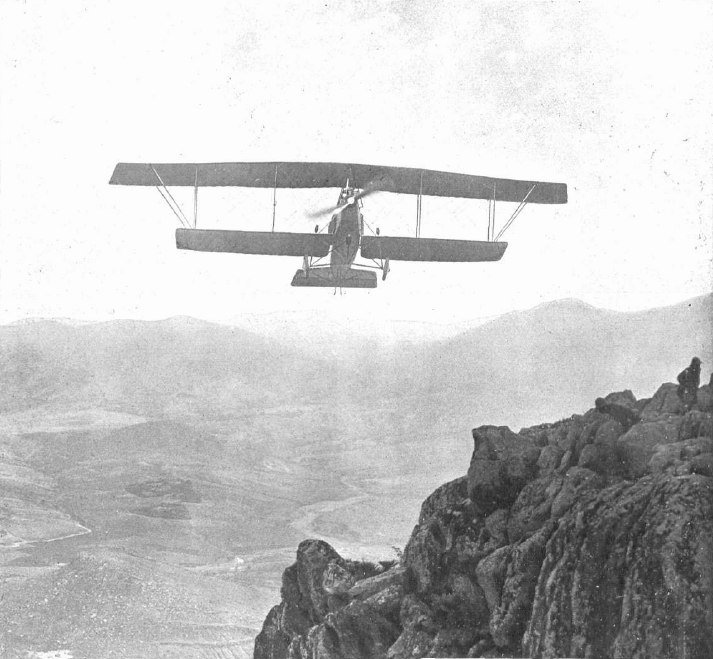
Un aereo Lohner Pfeilflieger dell'esercito spagnolo che ritorna alla sua base nell'area di Tétouan nel 1913

Da parte sua l'esercito di terra era obsoleto rispetto ai moderni eserciti europei. La sua composizione era la seguente:
- 8 corpi d'armata.
- 16 divisioni di fanteria.
- 1 divisione di cavalleria.
- 7 brigate di cavalleria.
- 3 brigate di cacciatori da montagna.
- Comanderie delle Canarie e delle Baleari (dimensione brigata).
- Esistevano anche reggimenti di artiglieria e ingegneri.

Il fucile principale dell'esercito spagnolo in questo periodo era una versione del Mauser prodotto a Oviedo in calibro 7 mm noto come fucile Mauser Modello 1893. Aggiungete a ciò un piccolo numero di mitragliatrici come Maxim-Nordenfelt, Hotchkiss e persino la Colt. Ma il numero di mitragliatrici per compagnia o divisione era molto inferiore rispetto al resto dei paesi europei. La maggior parte era stata usata nella guerra di Melilla. L'artiglieria era composta da cannoni prodotti da Krupp o da varie versioni del cannone Schneider fabbricato a Trubia e Siviglia.

### Aeronautica
L'Aeronautica Militare fu creata solo nel 1913, quindi aveva poche unità. Tutti gli aerei erano bombardieri, dal momento che i combattenti non comparvero fino all'inizio della guerra. Di biplani contava su Farman MF.7, Farman MF.11, Lohner B-1 Pfeil, e di monoplani con diversi Morane-Saulnier G e Nieuport II, che insieme formavano l'Aeronautica Militare, a cui si sarebbero poi aggiunti altri biplani ed i primi idrovolanti dell'Aeronautica Navale.
La neutralità spagnola lasciò il Paese ai margini dei progressi tecnologici derivati da esigenze belliche, sicché, alla fine della guerra, alla fine del 1918, l'Aeronáutica Militar Española si trovava in una situazione di netta inferiorità di mezzi rispetto a quelli degli altri paesi vicini.

## I territori in Africa

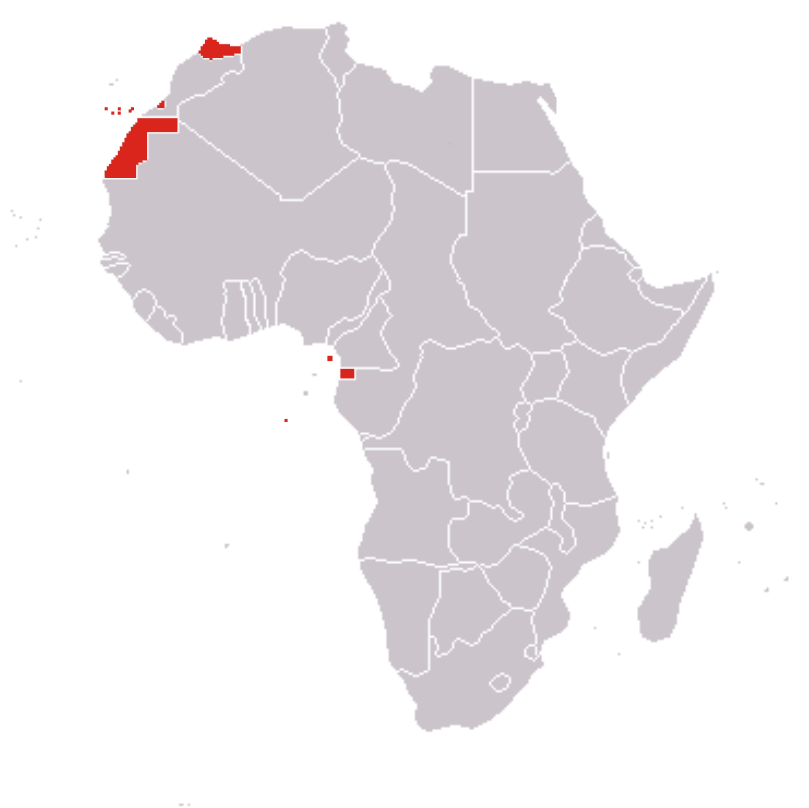
I territori spagnoli in Africa durante il XX secolo (comprese le Isole Canarie)

La Spagna aveva alcuni territori in Africa, sia nel continente sia nelle isole vicine, più piccoli rispetto alle colonie di altre potenze europee, conquistati grazie alla spartizione dell'Africa e dal desiderio che queste aree compensassero le colonie perse dopo la guerra ispano-americana (1898).

### Protettorato spagnolo del Marocco
Dopo la Conferenza di Algeciras la Francia cedette il nord dell'attuale Marocco, un territorio montuoso di circa 20 000 km² che fu teatro di una guerra nel 1909 (guerra di Melilla). Nel 1912 divenne il protettorato spagnolo del Marocco, che consisteva in due territori, che occupavano l'area settentrionale, nota come Rif, e l'area meridionale nota come Capo Juby, che confinava con il Sahara spagnolo. Il conflitto non fu completamente risolto e si trasformò in una guerra di logoramento (guerra del Rif). Non sarebbe stato completamente pacificato fino alla metà degli anni venti.
Al centro del protettorato francese del Marocco la piccola colonia di Ifni, situata intorno alla città di Santa Cruz de la Mar Pequena (Sidi Ifni), era stata assegnata alla Spagna, sebbene questo territorio non sarebbe stato occupato fino al 1934.

### Río de Oro
Dopo aver delimitato i confini con la Francia nel 1900, il territorio fu colonizzato e diviso in due province, Río de Oro e Saguia el Hamra. In totale i territori occupavano rispettivamente un'area di circa 466 000 km², 282 000 km² e 184 000 km². Erano abitati da tribù berbere. Il loro unico insediamento era Villa Cisneros, fino a quando nel 1916 il governatore Francisco Bens occupò Capo Juby, dandogli il nome di Villa Bens (chiamata Tarfaya dagli indigeni) alla capitale della zona. L'interno della regione era stato a malapena esplorato. A partire da quel momento furono lanciate spedizioni nell'interno per rafforzare la presenza spagnola, e renderla formale e non solo nominale (nel 1920 fu fondata La Guera a Cabo Blanco).

### Guinea spagnola
Nel 1900 nel contesto globale della divisione dell'Africa, il governo spagnolo negoziò con le potenze e ottenne quello stesso anno un territorio di 26 000 km² nel continente africano, Río Muni, che fu chiamato "Guinea continentale spagnola" e che, insieme alle isole di Fernando Poo (oggi chiamata Bioko) ed Elobey, Annobón e Corisco, furono successivamente unificate nel territorio della Guinea spagnola (oggi Guinea Equatoriale). La presenza spagnola fu dapprima quasi puramente testimoniale. La terraferma era abitata dalla tribù dei fang. Quando scoppiò la guerra nel 1914, Río Muni era completamente circondato dalla colonia tedesca del Camerun e non lontano dall'Africa Equatoriale Francese, così che quando iniziarono i combattimenti tra le truppe coloniali, c'era il timore da parte delle autorità spagnole che si sarebbero spostati a Río Muni. Per risolvere il problema il governatore Ángel Barrera installò quattro postazioni militari (Mibonde, Micomeseng, Mongomo e Ebebiyín) molto semplici (senza stazioni radio o mitragliatrici e con pochissimi soldati), ma bastarono a mostrare i limiti simbolici della sovranità spagnola e adempirono alla loro funzione, impedendo l'estensione della guerra alla Guinea continentale. Successivamente queste basi divennero centri di crescita commerciale e da lì furono lanciati attacchi contro i Fang, che resistettero alla colonizzazione. Nel 1918 e con il conflitto mondiale che volgeva al termine, si verificò una ribellione indigena all'interno del Río Muni, che fu repressa dalle truppe coloniali spagnole. Tuttavia i conflitti armati che spesso andavano oltre i confini della colonia, convinsero le autorità ad avviare una vera colonizzazione del territorio. Alla fine della Grande Guerra iniziarono a essere istituite missioni, piantagioni e postazioni militari in tutto l'interno del territorio guineano, mentre venivano lanciate spedizioni per sottomettere le tribù.

## Conseguenze della neutralità spagnola

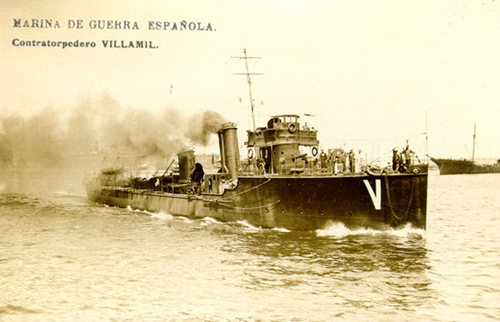
El Villamil, della Classe Bustamante. Durante la guerra la marina si dedicava alla sorveglianza delle coste.

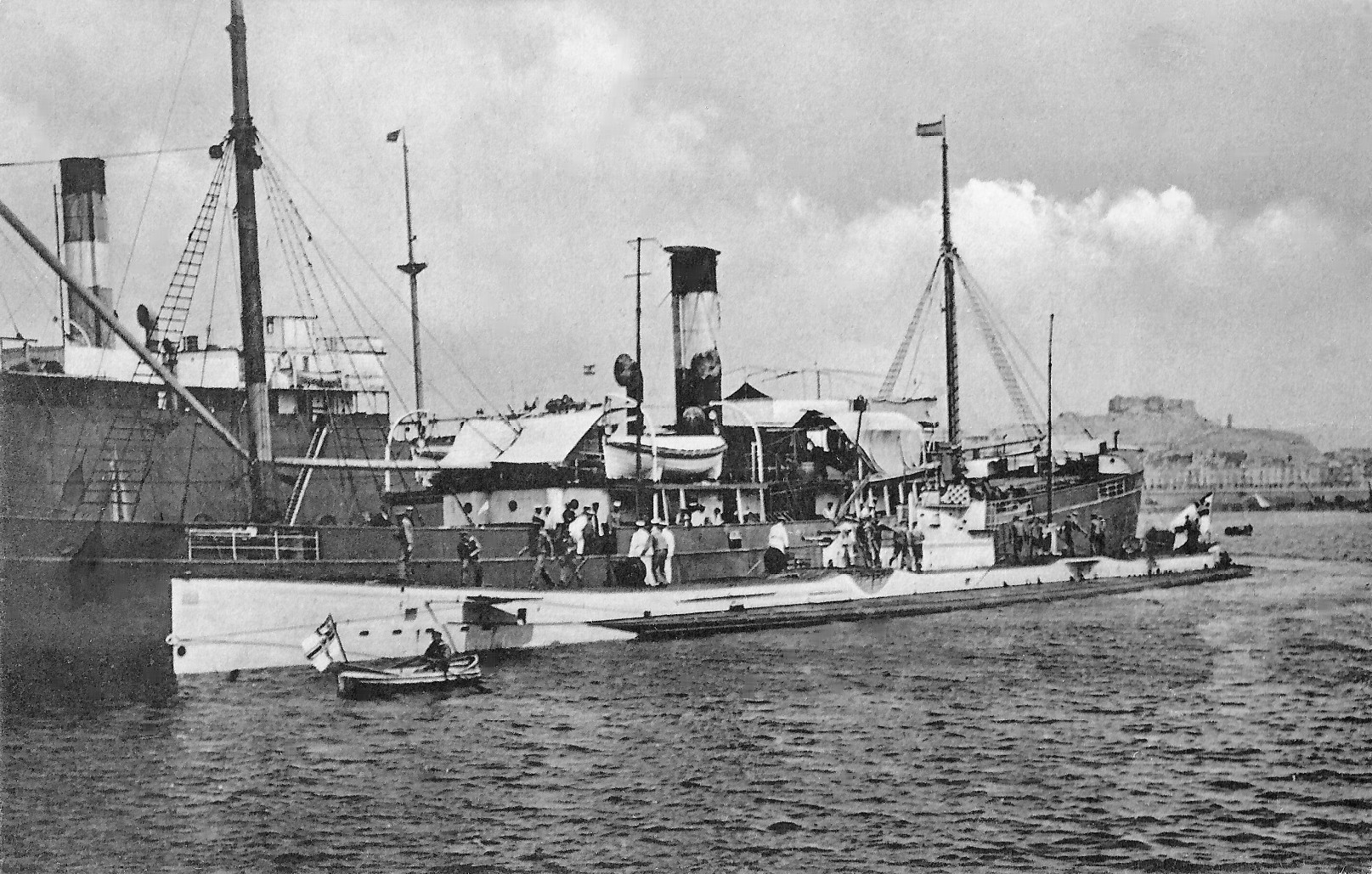
Il sottomarino tedesco SM U-35 accanto alla nave mercantile Roma, anch'essa tedesca, nel porto di Cartagena. La visita del sommergibile il 21 giugno 1916 mise in pericolo la neutralità spagnola durante la Grande Guerra. Si stima che i sottomarini tedeschi abbiano prodotto perdite comprese tra 139000 e 250000 tonnellate nella flotta mercantile spagnola. Quattro sottomarini tedeschi furono internati in Spagna (l'SM UB-23 a La Coruña, l'SM U-39 a Cartagena, l'SM UC-56 a Santander e l'SM UB-49 a Cadice), e altri due visitarono porti spagnoli, uno di loro, il già citato U-35, trasportando una lettera del Kaiser al re a Cartagena.

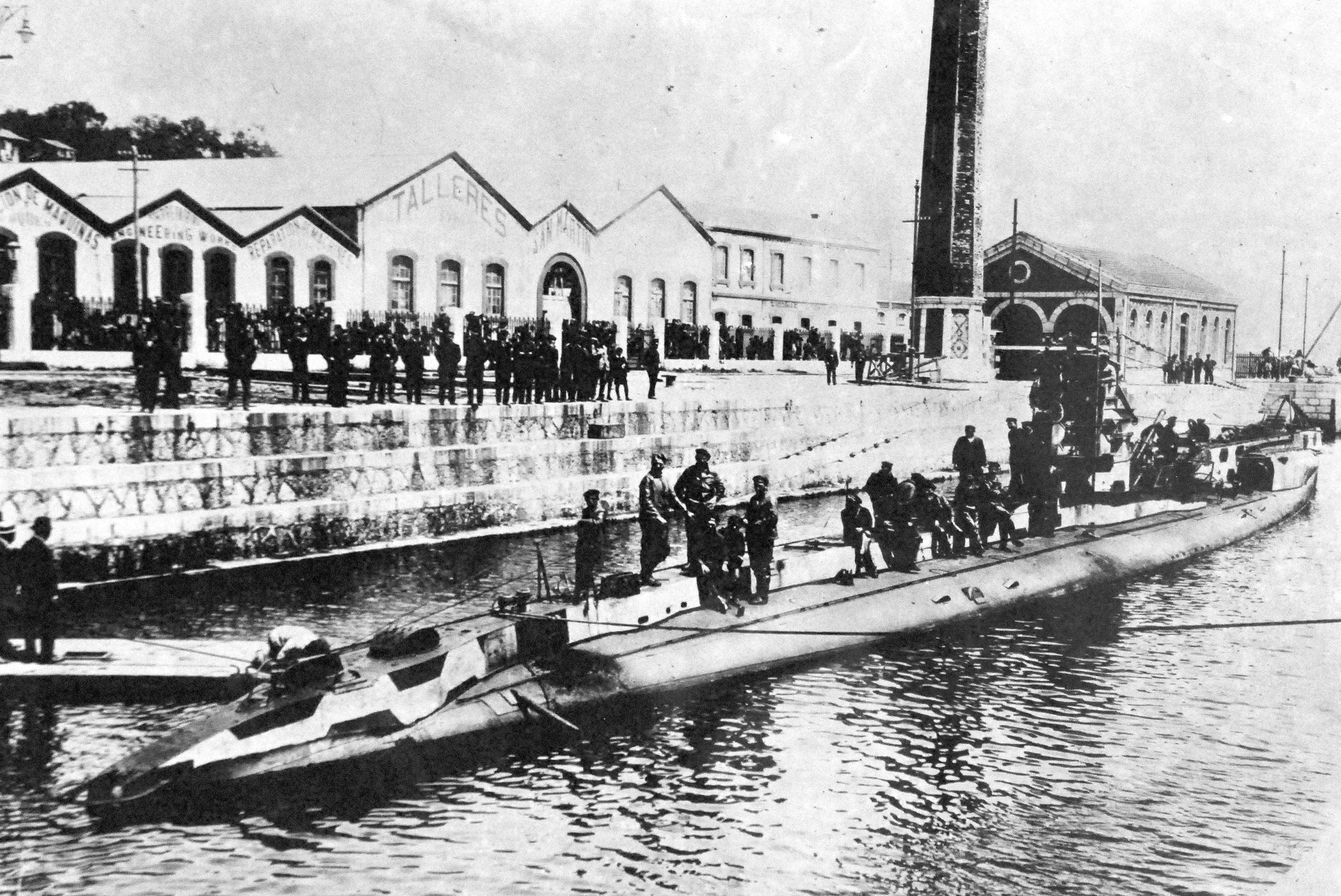
Il sottomarino tedesco SM UC-56 a Santander il 24 maggio 1918. Dopo un combattimento con lo yacht armato USS Christabel, subì dei guasti meccanici che gli impedirono di immergersi, quindi dovette fare una sosta al porto della città, rimanendovi durante il resto della guerra.

Non ci furono conseguenze negative iniziali significative, a causa dell'assenza di grandi pressioni politiche, che soffrirono invece altri paesi che avevano proclamato la neutralità all'inizio della guerra, come la Grecia o l'Italia. Il problema più grande fu l'affondamento delle navi mercantili spagnole da parte dei sottomarini tedeschi. Si stima che questi sottomarini affondarono tra 139 000 e 250 000 tonnellate durante la guerra, il 25% della flotta mercantile spagnola. Il più illustre spagnolo a morire a causa di questi attacchi fu il compositore Enrique Granados.
La neutralità ebbe importanti conseguenze economiche e sociali poiché ci fu un enorme impulso nel processo di "modernizzazione" che era timidamente iniziato nel 1900, a causa del notevole aumento della produzione industriale spagnola a cui si aprivano improvvisamente nuovi mercati (quelli dei paesi belligeranti). Tuttavia l'inflazione aumentò mentre i salari crescevano a un ritmo più lento e c'erano carenze di beni di prima necessità, come il pane, che portarono a rivolte di sussistenza nelle città e crescenti controversie di lavoro guidate dai due grandi sindacati, CNT e UGT, che chiesero aumenti salariali per rallentare il calo dei salari reali dovuto all'inflazione. Secondo i dati dell'Istituto di Riforme Sociali nel 1916, i prezzi dei prodotti di base erano aumentati tra il 13,8% per il latte, fino al 57,8% per il merluzzo e il 24,3% per il pane, il 30,9% di uova o 33,5% di manzo.
Così, superato il primo impatto negativo, la prima guerra mondiale produsse un vero e proprio decollo economico in Spagna, grazie alla dichiarazione di neutralità. I paesi belligeranti avevano bisogno di cibo, armi, uniformi, metallo e carbone. Inoltre la concorrenza straniera scomparve. La crescita fu notevole, soprattutto nell'industria tessile catalana, nell'estrazione del carbone asturiano, nell'industria siderurgica basca e nell'agricoltura cerealicola. Crebbero anche l'industria chimica e la cantieristica navale. Anche l'industria delle armi leggere registrò una grande crescita, mentre l'industria delle armi pesanti no. Furono fabbricate enormi quantità di pistole e fucili prodotti principalmente per gli Alleati, al punto che la pistola spagnola modello Pistola Campo Giro diventò statutaria nell'esercito francese; anche un gran numero di fucili Mauser furono venduti agli Alleati.
Lo spionaggio (e il controspionaggio) da parte delle fazioni in guerra divenne un'attività importante in tutto il paese. Barcellona divenne un vero e proprio nido di spie e la stessa Mata Hari venne a spiare l'ambasciatore tedesco. Le principali attività svolte avevano a che fare con le ambasciate dei paesi rivali e le operazioni dei sommergibili tedeschi. I britannici vennero a scoprire i codici dei messaggi che le ambasciate spagnole inviavano nella capitale e così a conoscere gli scopi del governo spagnolo.
Come risultato di tutto ciò, ci fu un netto surplus della bilancia commerciale e un notevole aumento dei profitti aziendali. Grazie a questo il debito estero spagnolo fu cancellato e l'oro fu accumulato nel Banco de España a Madrid. Per la prima volta nella sua storia moderna, la Spagna non era in deficit commerciale rispetto al commercio estero.
Tuttavia a partire dal 1917, entrò in un certo periodo di crisi, a causa dell'esaurimento della guerra: le esportazioni generarono carenze alimentari all'interno del paese e i prezzi salirono ben al di sopra dei salari. Fu proprio la mancanza di cibo e lo scandalo avvenuto con la speculazione una delle cause della crisi spagnola del 1917 e dello sciopero generale che si verificò. Inoltre la popolazione dovette affrontare l'epidemia di influenza del 1918, meglio conosciuta come influenza spagnola. Adottò questo nome perché la pandemia ricevette più attenzione dalla stampa in Spagna che nel resto del mondo, poiché il paese non era coinvolto nella guerra e quindi non censurava le informazioni sulla malattia. In Spagna c'erano circa 8 milioni di persone contagiate nel maggio 1918 e circa 300 000 morti (sebbene i dati ufficiali riducessero le vittime a "solo" 147 114).
Nonostante la crisi, in generale l'impatto fu positivo, grazie allo sviluppo del settore tessile catalano, dell'industria siderurgica e dell'industria chimica, che furono modernizzate. Altre industrie e società divennero capitale nazionale.
Una delle conseguenze meno note fu che, dopo la fine della guerra, la Repubblica di Weimar tedesca consegnò alla Spagna una serie di navi mercantili in compenso per le navi affondate dai suoi sottomarini. Una di quelle navi mercantili, quella inizialmente battezzata come Spagna n° 6, sarebbe stata la futura Daedalus, la prima portaerei della Marina spagnola, che sarebbe intervenuta nello sbarco di Al Hoceima.

### Conseguenze politiche
Secondo lo storico Manuel Suárez Cortina:
La storica Ángeles Barrio, da parte sua, affermò che la guerra: